# Ваља луј Алб (Олт)
Ваља луј Алб (рум. Valea lui Alb) насеље је у Румунији у округу Олт у општини Вултурешти. Oпштина се налази на надморској висини од 190 m.

## Историја
Место "Ваљалуј" је у 19. веку (од 1852) било спахилук познатог српског богаташа и мецене Мише Анастасијевића.

## Становништво
Према подацима из 2002. године у насељу је живело 733 становника, од којих су сви румунске националности.